# Leptophlebia cupida
Leptophlebia cupida är en dagsländeart som först beskrevs av Thomas Say 1823.  Leptophlebia cupida ingår i släktet Leptophlebia och familjen starrdagsländor. Inga underarter finns listade i Catalogue of Life.